# Stadtsparkasse Kaiserslautern
Die Stadtsparkasse Kaiserslautern war eine rheinland-pfälzische Sparkasse mit Sitz in Kaiserslautern. Zum 1. Januar 2021 fusionierte die Stadtsparkasse mit der Kreissparkasse Kaiserslautern zur Sparkasse Kaiserslautern.

## Organisationsstruktur
Das Geschäftsgebiet der Stadtsparkasse Kaiserslautern umfasste die kreisfreie Stadt Kaiserslautern, welche auch Trägerin der Sparkasse war. Rechtsgrundlagen waren das Sparkassengesetz für Rheinland-Pfalz und die Satzung der Sparkasse. Organe der Sparkasse waren der Verwaltungsrat und der Vorstand.
Die Stadtsparkasse Kaiserslautern war Mitglied des Sparkassenverbandes Rheinland-Pfalz und über diesen auch im Deutschen Sparkassen- und Giroverband.

## Geschäftszahlen
Die Stadtsparkasse Kaiserslautern wies im Geschäftsjahr 2019 eine Bilanzsumme von 1,164 Mrd. Euro aus und verfügte über Kundeneinlagen von 893,69 Mio. Euro. Gemäß der Sparkassenrangliste 2019 lag sie nach Bilanzsumme auf Rang 300. Sie unterhielt 18 Filialen/Selbstbedienungsstandorte und beschäftigte 207 Mitarbeiter.

## Sparkassen-Finanzgruppe
Die Stadtsparkasse Kaiserslautern war Teil der Sparkassen-Finanzgruppe und gehörte damit auch ihrem Haftungsverbund an. Die Sparkasse vermittelte Bausparverträge der regionalen Landesbausparkasse, offene Investmentfonds der Deka und Versicherungen der Versicherungskammer Bayern. Im Bereich des Leasing arbeitete die Stadtsparkasse Kaiserslautern mit der Deutschen Leasing zusammen. Die Funktion der Sparkassenzentralbank nahm die Landesbank Baden-Württemberg wahr. 